# Senkowe (Kupjansk)
Senkowe (ukrainisch Сенькове; russisch Сеньково Senkowo) ist ein Dorf in der ukrainischen Oblast Charkiw mit etwa 0 Einwohnern (2024).

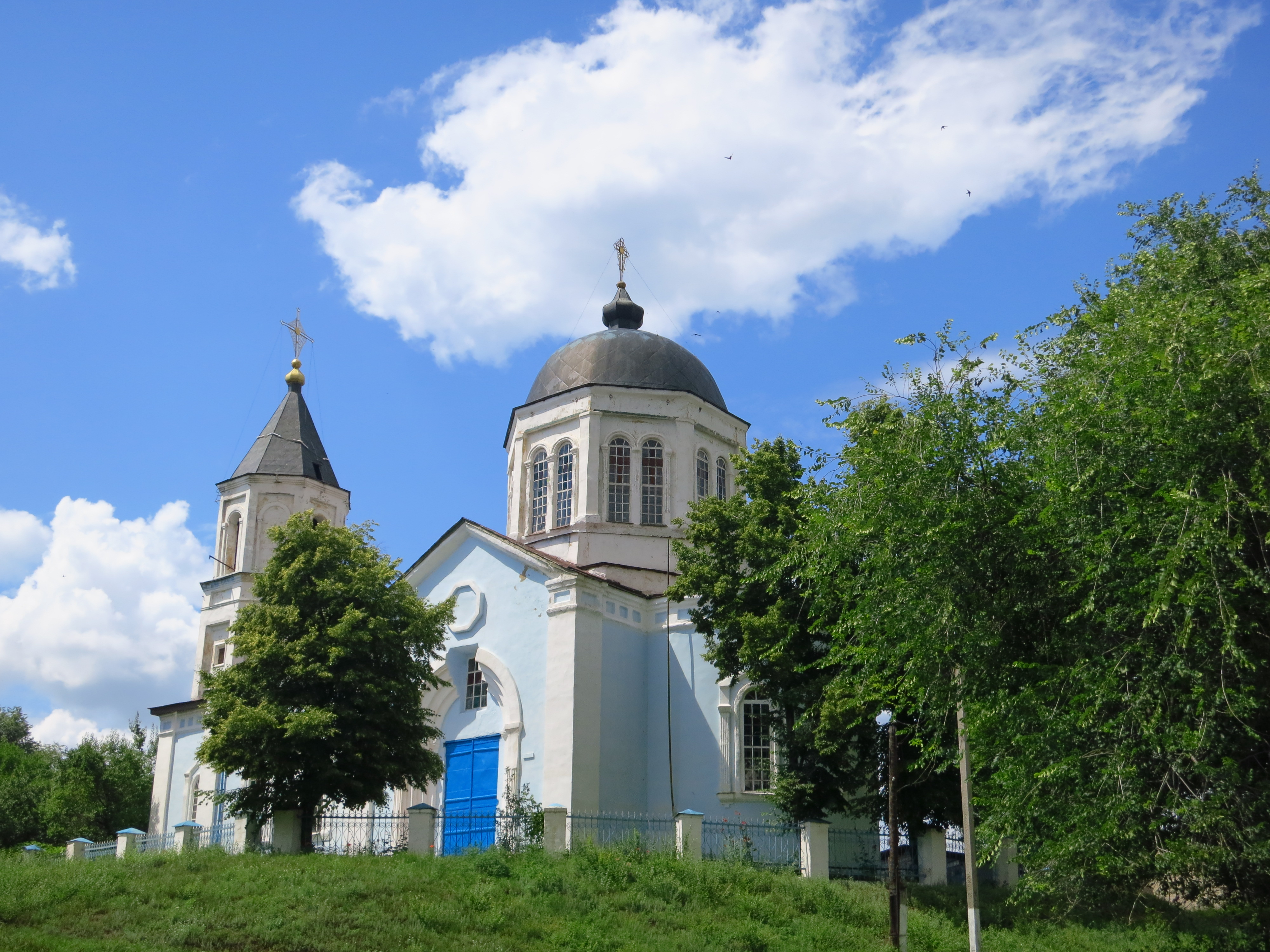
Himmelsfahrtskirche 2015

Die Ortschaft liegt auf einer Höhe von 93 m am rechten Ufer des zum Oskilsker Stausee angestauten Oskil, 24 km südlich vom Rajonzentrum Kupjansk und 135 km südöstlich vom Oblastzentrum Charkiw. Durch das Dorf verläuft die Regionalstraße P–79.
In dem in der zweiten Hälfte des 17. Jahrhunderts von Kosaken aus der rechtsufrigen Ukraine gegründeten und 1685 erstmals schriftlich erwähnten Dorf befindet sich die denkmalgeschützte Himmelfahrtskirche. 1732 hatte das Dorf eine Einwohnerzahl von 596 Seelen, die bis 1785 auf 1911 Bewohner anstieg. 1859 besaß die Ortschaft 1514 und 1886 2078 Einwohner. 1923 wurde Senkowe administratives Zentrum des Rajon Senkowe, der bis 1930 als Verwaltungseinheit bestand. Vom 19. Juni 1942 bis zum 2. Februar 1943 war das Dorf von der Wehrmacht besetzt. 1971 besaß das Dorf 1640 Einwohner.
Am 12. Juni 2020 wurde das Dorf ein Teil der Landgemeinde Kuryliwka im Rajon Kupjansk; bis dahin bildete es die Landratsgemeinde Senkowe (Сеньківська сільська рада/Senkiwska silska rada) im Süden des Rajons Kupjansk.
Im Verlauf des Ukrainekrieges wurde der Ort im Februar 2022 durch russische Truppen besetzt und kam im Zuge der Ukrainischen Gegenoffensive am 11. September 2022 wieder unter ukrainische Kontrolle.